# Kirk Hinrich
Kirk James Hinrich (Sioux City, Iowa; 2 de enero de 1981) es un exjugador de baloncesto estadounidense que disputó 13 temporadas en la NBA. Con 1,91 metros de altura jugaba en la posición de escolta/base.

## Carrera deportiva

### Instituto
Kirk jugó en el instituto Sioux City West High School en el estado de Iowa. Su padre, Jim Hinrich, fue su entrenador durante los cuatro años en permaneció allí, donde acumuló un registro de 82 victorias y tan solo 9 derrotas, ganando además el campeonato estatal en su año sénior. Cuando se graduó ya era el líder histórico en puntos, asistencias y robos de este instituto.

### Universidad
Tras graduarse, Kirk decidió acudir a Universidad de Kansas. Allí, en su año freshman consiguió 123 asistencias y recibió el premio Clyde Lovellette al jugador más mejorado. El año siguiente fue el octavo en asistencias de toda la nación (6.9), lideró a su equipo en robos y estableció el récord de su universidad en porcentaje de tres puntos con un 50.5% desde más allá del arco. Fue incluido por Associated Press en el segundo equipo de la Big 12.
En su año júnior en Kansas Hinrich lideró a su equipo hasta la Final Four y fue votado en el segundo quinteto de la Big 12 por los entrenadores y los medios. Encabezó su equipo en tiros libres y triples y contribuyó con 5.0 asistencias por partido. Recibió también el premio Ted Owens a mejor jugador defensivo de Kansas. En su último año, su temporada sénior, condujo a su universidad hasta la final del Campeonato de la NCAA, donde finalmente perdieron con Universidad de Syracuse. Kirk fue el segundo máximo anotador de su equipo, el que más triples anotó y además contribuyó con 3.5 asistencias, 3.9 rebotes y 1.9 robos por partido. Fue incluido por la Associated Press en el tercer quinteto All-American.
El 1 de marzo de 2009 Kansas retiró su número 10. Fue la vigésimo quinta vez que los Jayhawks retiraron la camiseta de un jugador. Entre las camisetas retiradas por esta universidad se encuentran, además de la de Hinrich, las de ilustres como Paul Pierce o Wilt Chamberlain.

### NBA

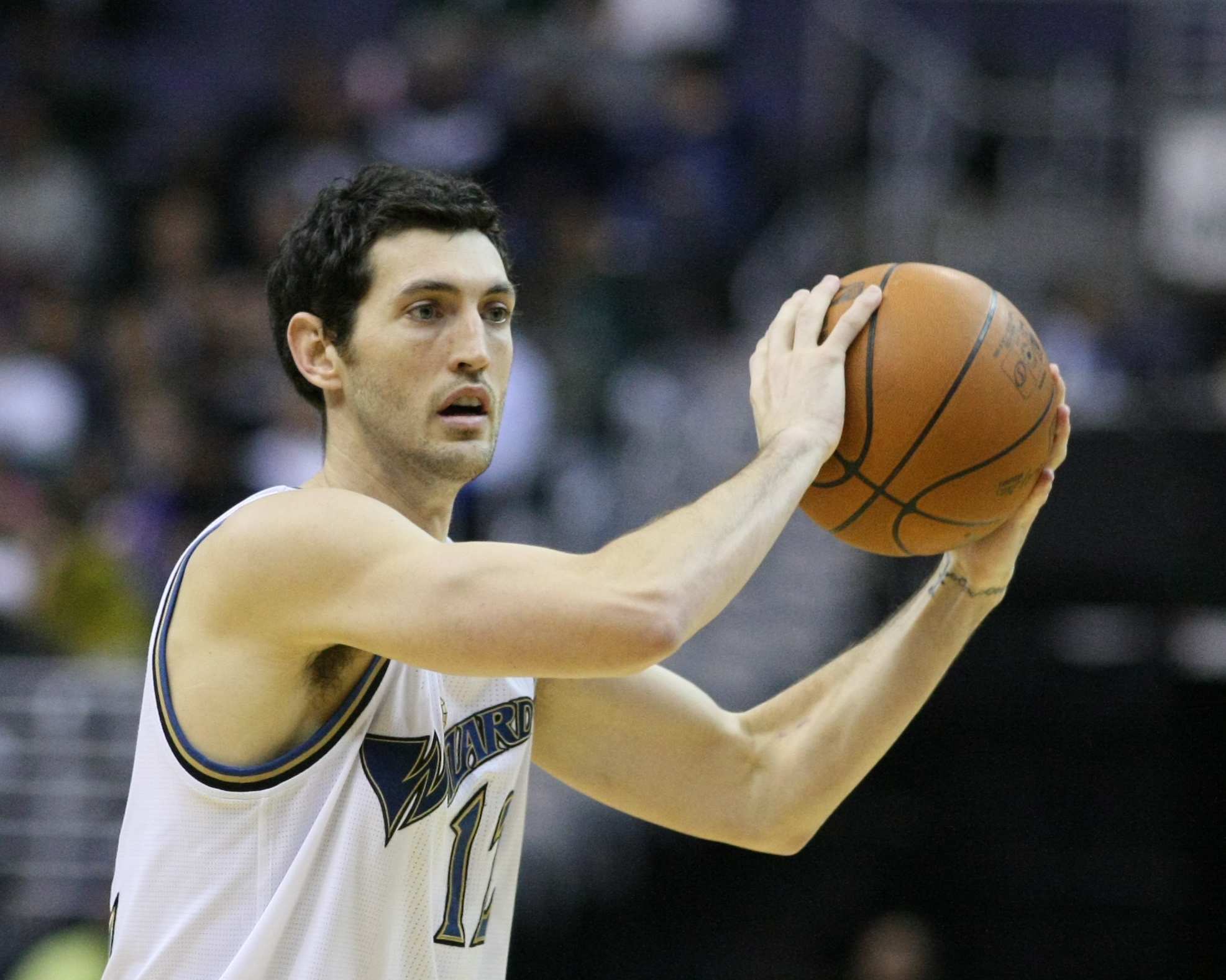
Hinrich con los Wizards en 2010.

Fue elegido en el draft de 2003 (uno de los mejores drafts de la historia en el que fueron seleccionados jugadores como LeBron James, Dwyane Wade o Carmelo Anthony) con el número 7 por los Chicago Bulls. En principio se esperaba que cayera más abajo debido a las dudas que generaba el que hubiera jugado de escolta en sus dos últimos años universitarios, cosa que no podría hacer en la NBA, donde se le consideraba demasiado pequeño para ello. Finalmente optaron por colocarlo de base, y en su año rookie en la demostró el porqué de su alta elección jugando 66 partidos como titular en los que promedió 12 puntos y 6.8 asistencias, mostrándose como un sólido base, líder y un gran jugador defensivo. Fue elegido en el mejor quinteto rookie de la temporada y consiguió el único triple doble realizado por un rookie aquella temporada ante los Golden State Warriors el 24 de febrero de 2004, con 11 puntos, 12 rebotes y 10 asistencias.
En su siguiente temporada subió su media de puntos a 15.7, su porcentaje en tiros de campo al 39.7% y lo que es más importante, fue una de las piezas clave para devolver a los Bulls a playoffs donde subió espectacularmente su media anotadora a 21.2 puntos con un 45% en tiros de campo y un espectacular 51,5% en tiros de tres, añadiéndole 5.8 asistencias, 3.7 rebotes y 2 robos por partido. A pesar de ello su equipo, los Chicago Bulls, cayeron en seis partidos contra los Washington Wizards.
En su tercera temporada en la liga, la 2005-2006, subió su porcentaje en tiros de campo hasta el 41%, aunque su porcentaje en tiros de tres cayó hasta el 35%. Al finalizar la temporada regular promediaba 15.9 puntos, 6.4 asistencias y 3.6 robos por partido; además fue el único jugador de los Bulls en promediar más de un robo por partido. Los Bulls volvieron a clasificarse para playoffs y allí Hinrich volvió a mejorar su aportación promediando 20.5 puntos, 7.7 rebotes, 3.3 rebotes y 1.3 robos por partido. Sin embargo los Bulls cayeron de nuevo en primera ronda, esta vez frente a los Miami Heat, a la postre campeones.
Hinrich mejoró su aportación en la temporada 2006-2007, su cuarta en la NBA, con sus mejores marcas en porcentaje en tiros de campo, tiros de tres puntos y tiros libres, además de en puntos por partido. Acabó la temporada regular promediando 16.6 puntos, 6.3 asistencias, 3.4 rebotes y 1.2 robos por partido, los mejores números de su carrera. Los de Chicago volvieron a meterse en playoffs y de nuevo se las vieron en primera ronda con los Miami Heat, quienes esta vez sucumbieron claramente ante los de Illinois con un Hinrich no muy acertado ofensivamente, pero sí colosal en la defensa sobre la estrella rival, el MVP de las finales del año anterior: Dwyane Wade. Sin embargo, después los de Chicago no fueron capaces de doblegar a los Detroit Pistons.
El año siguiente la mala temporada de los Bulls fue debido en parte al bajón de Hinrich en su aportación. Se perdió varios partidos y jugó con molestias tantos otros, por lo que registró los números más bajos en puntos (11.5), asistencias (6.0), rebotes (3.3) y minutos jugados (31.7) de su carrera. No obstante en esa temporada Hinrich consiguió la mayor anotación de su carrera en un partido NBA: 38 puntos frente a Indiana Pacers el 23 de enero de 2008. Los Bulls esta vez no se clasificaron para los playoffs.
En la temporada 2008-09 la llegada del número 1 del draft, el base Derrick Rose, forzó a Hinrich a jugar muchos minutos de escolta y jugar de base solamente cuando Rose estuviera descansando. Las pequeñas lesiones otra vez volvieron a hacer mella en él, y sus números descendieron a 9.9 puntos, 3.9 asistencias, 2.4 rebotes y 1.3 robos en 26.3 minutos por partido en la temporada regular. Sin embargo fue un jugador clave en la intendencia defensiva, y en playoffs un año más volvió a subir su rendimiento en la fantástica eliminatoria frente a los Boston Celtics con 12.6 puntos, 2.9 asistencias, 2.7 rebotes y 1.7 robos con un 46.8% en tiros de campo y un 43.3% en tiros de tres. Pero una vez más los Bulls fueron derrotados en primera ronda, aunque esta vez forzando el séptimo partido.
El 8 de julio de 2010, Hinrich fue traspasado a Washington Wizards junto con los derechos de Kevin Seraphin a cambio de los derechos de Vladimir Veremeenko.
El 23 de febrero de 2011 fue traspasado a Atlanta Hawks junto con Hilton Armstrong a cambio de Mike Bibby, Jordan Crawford, Maurice Evans y una primera ronda de draft.
El 23 de julio de 2012 firmó como agente libre con los Chicago Bulls por 2 temporadas y 6 millones de dólares para suplir la baja del base estrella Derrick Rose. Por lo que esa temporada, la 2012-13, fue el base titular del equipo.
El 21 de julio de 2014, renueva con los Bulls to a reported two-year, $5.6 million contract. y, al año siguiente, ejerce su opción de jugador para seguir una temporada más en Chicago, la 2015–16.
Pero el 18 de febrero de 2016, fue traspasado a Atlanta Hawks en un intercambio entre tres equipos. Disputó 11 encuentros en Atlanta, los que serían sus últimos como profesional en la NBA.

## Selección nacional
En julio de 2006, Hinrich fue oficialmente seleccionado para ser parte de la selección estadounidense que participaría en las Olimpiadas de 2008 en Pekín. Inicialmente fue invitado a participar en febrero de 2006, pero declinó debido a la presión de tomar una decisión en medio de la temporada NBA con los Chicago Bulls. Sin embargo, al terminar la temporada 2005-06, Hinrich cambió de opinión y aceptó un puesto en la lista del equipo. Hinrich dijo sobre el incidente:

"When I initially turned it down, I don't know if I really knew what I was doing. It was in the middle of a long season. I was focused on what we were doing. After the season was over, I was thinking that I someday might regret it. To get another chance to reconsider, I feel lucky."

Mientras tanto, a finales del verano de 2006, fue parte del equipo estadounidense que disputó el Mundial de Japón. El USA Team, perdió las semifinales ante el combinado griego, pero se alzó con el bronce ante Argentina.
En verano de 2007, fue invitado al Training Camp para preparar la Copa FIBA Américas de 2017 pero lo rechazó por motivos personales.
Cuando llegó abril de 2008, Hinrich anunció que no disputaría los Juegos Olímpicos, debido a que su mujer estaba esperando un hijo:

"It wasn't like I was upset about anything. It just wasn't working out for me."

## Estadísticas de su carrera en la NBA

### Temporada regular
| Año     | Equipo     | PJ  | PT  | MPP  | %TC  | %3P  | %TL  | RPP | APP | ROB | TPP | PPP  |
| ------- | ---------- | --- | --- | ---- | ---- | ---- | ---- | --- | --- | --- | --- | ---- |
| 2003-04 | Chicago    | 76  | 66  | 35.6 | .386 | .390 | .804 | 3.4 | 6.8 | 1.3 | .3  | 12.0 |
| 2004-05 | Chicago    | 77  | 77  | 36.4 | .397 | .355 | .792 | 3.9 | 6.4 | 1.6 | .3  | 15.7 |
| 2005-06 | Chicago    | 81  | 81  | 36.5 | .418 | .370 | .815 | 3.6 | 6.3 | 1.2 | .3  | 15.9 |
| 2006-07 | Chicago    | 80  | 80  | 35.5 | .448 | .415 | .835 | 3.4 | 6.3 | 1.2 | .3  | 16.6 |
| 2007-08 | Chicago    | 75  | 72  | 31.7 | .414 | .350 | .831 | 3.3 | 6.0 | 1.2 | .2  | 11.5 |
| 2008-09 | Chicago    | 51  | 4   | 26.3 | .437 | .408 | .791 | 2.4 | 3.9 | 1.3 | .4  | 9.9  |
| 2009-10 | Chicago    | 74  | 53  | 33.5 | .409 | .371 | .752 | 3.5 | 4.5 | 1.2 | .3  | 10.9 |
| 2010-11 | Washington | 48  | 29  | 30.6 | .452 | .384 | .876 | 2.7 | 4.4 | 1.2 | .2  | 11.1 |
| 2010-11 | Atlanta    | 24  | 22  | 28.6 | .432 | .421 | .667 | 2.2 | 3.3 | .8  | .3  | 8.6  |
| 2011-12 | Atlanta    | 48  | 31  | 25.8 | .414 | .346 | .781 | 2.1 | 2.8 | .8  | .2  | 6.6  |
| 2012-13 | Chicago    | 60  | 60  | 29.4 | .377 | .390 | .714 | 2.6 | 5.2 | 1.1 | .4  | 7.7  |
| 2013-14 | Chicago    | 73  | 61  | 29.0 | .393 | .351 | .760 | 2.6 | 3.9 | 1.1 | .4  | 9.1  |
| 2014-15 | Chicago    | 66  | 22  | 24.4 | .373 | .345 | .700 | 1.8 | 2.2 | .7  | .2  | 5.7  |
| 2015-16 | Chicago    | 35  | 7   | 15.9 | .398 | .411 | .938 | 1.7 | 1.7 | .4  | .0  | 3.8  |
| 2015-16 | Atlanta    | 11  | 0   | 6.9  | .182 | .167 | .000 | 1.1 | 1.3 | .2  | .1  | .5   |
| Total   | Total      | 879 | 665 | 30.7 | .411 | .375 | .800 | 2.9 | 4.8 | 1.1 | .3  | 10.9 |

### Playoffs
| Año   | Equipo  | PJ | PT | MPP  | %TC  | %3P  | %TL   | RPP | APP | ROB | TPP | PPP  |
| ----- | ------- | -- | -- | ---- | ---- | ---- | ----- | --- | --- | --- | --- | ---- |
| 2005  | Chicago | 6  | 6  | 35.5 | .450 | .515 | .690  | 3.7 | 5.8 | 2.0 | .7  | 21.2 |
| 2006  | Chicago | 6  | 6  | 39.0 | .415 | .346 | .857  | 3.3 | 7.7 | 1.3 | .3  | 20.5 |
| 2007  | Chicago | 10 | 10 | 36.2 | .376 | .302 | .769  | 4.2 | 7.5 | .9  | .3  | 12.1 |
| 2009  | Chicago | 7  | 0  | 30.0 | .468 | .433 | .680  | 2.7 | 2.9 | 1.7 | .4  | 12.6 |
| 2010  | Chicago | 5  | 5  | 39.2 | .423 | .500 | .714  | 4.4 | 4.0 | 1.4 | .0  | 12.4 |
| 2011  | Atlanta | 6  | 6  | 28.8 | .500 | .421 | 1.000 | 2.3 | 2.7 | 1.2 | .3  | 10.2 |
| 2012  | Atlanta | 6  | 4  | 23.5 | .433 | .375 | 1.000 | 2.0 | 1.0 | .7  | .0  | 5.7  |
| 2013  | Chicago | 4  | 4  | 40.5 | .432 | .364 | .643  | 2.8 | 5.8 | 2.0 | .3  | 11.3 |
| 2014  | Chicago | 5  | 5  | 33.4 | .411 | .368 | .500  | 3.0 | 4.4 | .8  | .2  | 11.0 |
| 2015  | Chicago | 10 | 0  | 12.6 | .474 | .600 | .667  | 0.5 | 1.1 | .3  | .1  | 2.6  |
| Total | Total   | 65 | 46 | 30.5 | .430 | .408 | .744  | 2.8 | 4.2 | 1.1 | .3  | 11.4 |